# Schulhaus Staudenbühl

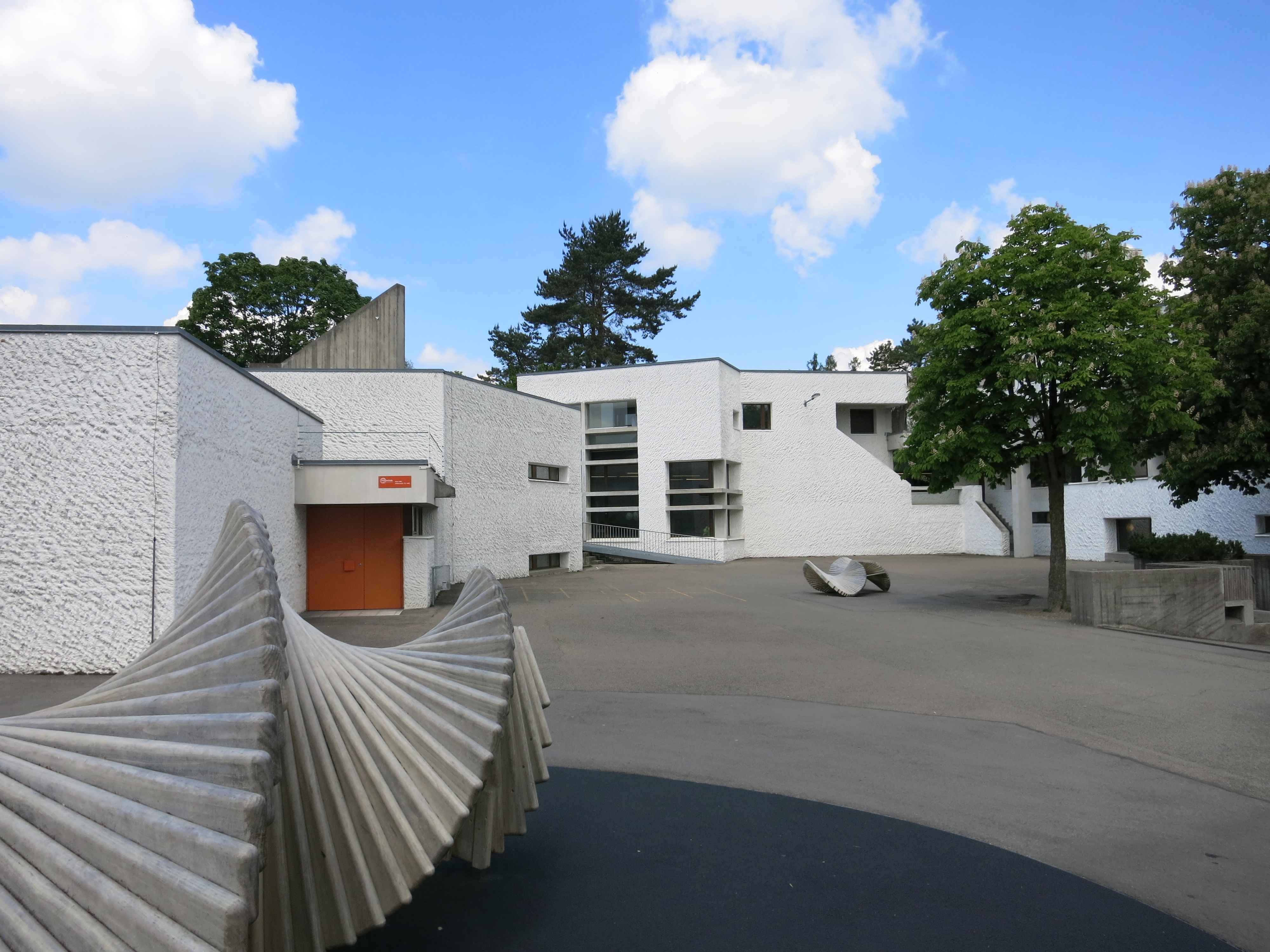
Sicht aus dem Pausenhof

Das Schulhaus Staudenbühl ist ein Schulgebäude in Seebach, das vom Schulkreis Glattal der Stadt Zürich für den Primarschulunterricht genutzt wird. Die Schulanlage wird durch einen Kindergarten und eine Schulschwimmanlage ergänzt.

## Geschichte
Die Schulanlage liegt am Rande von Seebach und grenzt an Ackerland. Die von Rolf Keller entworfene Anlage bricht Ende der 1960er-Jahre mit der Tradition von Schulhäusern mit rechteckigem Grundriss und ordnet mehrere Klassentrakte um einen Pausenhof an. Ein Klassentrakt ist mit einem hoch liegenden Vordach mit dem benachbarten Gebäude verbunden, in dem Spezialräume und die Schulschwimmanlage untergebracht sind. Die Gebäude haben teilweise roh belassene Sichtbetonflächen, teilweise mit Kellenwurfputz versehene Wände. Das Schulhaus erinnert im Besonderen auch wegen der Lichtführung an das Spätwerk von Le Corbusier, im Besonderen an die Kirche Notre-Dame-du-Haut in Ronchamp.
An der Schule werden ungefähr 195 Kinder von 13 Klassenlehrer und 11 Fachpersonen unterrichtet. Seit dem Schuljahr 2019/20 ist die Schule mit der Schule Heumatt zur Schule Himmeri zusammengefasst.